# دان إيج
دان إيج (بالإنجليزية: Dan Ige؛ مواليد 6 أغسطس 1991) هو مُقاتل فنون قتالية مختلطة أمريكي.

## وصلات خارجية
- دان إيج على موقع يو إف سي (الإنجليزية)
- دان إيج على موقع شيردوغ (الإنجليزية)
- دان إيج على موقع Tapology.com (الإنجليزية)